# Старичи
Старичи (укр. Старичі) — село в Новояворовской городской общине Яворовского района Львовской области Украины

## Родились в селе
- Павленко Марина Степановна[укр.] — украинская поэтесса, писательница, художница, учёный, педагог.

## Другая информация
Население по переписи 2001 года составляло 3443 человека. Занимает площадь 1,06 км². Почтовый индекс — 81052. Телефонный код — 3259.